# 미쓰비시 케미컬 홀딩스
주식회사 미쓰비시 케미칼 홀딩스(일본어: 三菱ケミカルホールディングス, 영어: Mitsubishi Chemical Holdings Corporation)는 일본의 지주회사다.

## 같이 보기
- 미쓰비시 그룹
- 삼양홀딩스